# Левые Богуты
Левые Богуты (Левый Богуты, Левая Богуты, устар. Четь-Богуты) — река в России, протекает по Республике Алтай. Длина — 16 км.
Берёт начало из безымянного озера на высоте 3071 м на западном склоне хребта Чихачёва, в его осевой части. В среднем течении имеет высоту уреза воды в 2727,1 метра. Скорость течения у устья — 1 м/с, ширина — 6 метров, глубина — 0,3 м, придонные грунты каменистые. В бассейне реки располагается несколько ледников. Сливается с водотоком Правые Богуты, считающимся участком Юстыта. Некоторые источники рассматривают точку их слияния как исток Чуи. Другие, — как начало реки Богуты.

## Данные водного реестра
По данным государственного водного реестра России относится к Верхнеобскому бассейновому округу, водохозяйственный участок реки — Катунь, речной подбассейн реки — Бия и Катунь. Речной бассейн реки — (Верхняя) Обь до впадения Иртыша. Код объекта — 13010100312115100005100.